# Campeonato Mineiro de Futebol Americano de 2012
O Campeonato Mineiro de Futebol Americano de 2012 foi a 2ª edição do campeonato estadual de futebol americano de Minas Gerais. A edição de 2012 foi a primeira organizada pela Federação Mineira de Futebol Americano (FEMFA), criada em janeiro do mesmo ao. 

## Participantes
| Time                     | Cidade         |
| ------------------------ | -------------- |
| Ipatinga Tigres          | Ipatinga       |
| Minas Locomotiva         | Belo Horizonte |
| Pouso Alegre Gladiadores | Pouso Alegre   |
| Uberlândia Lobos         | Uberlândia     |

## Classificação
V = Vitórias, D = Derrotas, E = Empates, PF = Pontos feitos, PS = Pontos sofridos, S = Saldo
| Time                     | V | D | E | PF  | PS  | S    |
| ------------------------ | - | - | - | --- | --- | ---- |
| Minas Locomotiva         | 5 | 0 | 0 | 166 | 12  | 154  |
| Uberlândia Lobos         | 4 | 1 | 0 | 159 | 49  | 110  |
| Ipatinga Tigres          | 1 | 4 | 0 | 92  | 134 | -42  |
| Pouso Alegre Gladiadores | 0 | 5 | 0 | 12  | 228 | -216 |

## Jogos da temporada regular
| Time da casa             | Pontos              | Time visitante           | Pontos              | Local do jogo       |                     |                     |                     |
| 31 de março de 2012      | 31 de março de 2012 | 31 de março de 2012      | 31 de março de 2012 | 31 de março de 2012 | 31 de março de 2012 | 31 de março de 2012 | 31 de março de 2012 |
| ------------------------ | ------------------- | ------------------------ | ------------------- | ------------------- | ------------------- | ------------------- | ------------------- |
| Minas Locomotiva         | 29                  | Ipatinga Tigres          | 6                   | Belo Horizonte      |                     |                     |                     |
| 1 de abril de 2012       |                     |                          |                     |                     |                     |                     |                     |
| Uberlândia Lobos         | 48                  | Pouso Alegre Gladiadores | 0                   | Uberlândia          |                     |                     |                     |
| 14 de abril de 2012      |                     |                          |                     |                     |                     |                     |                     |
| Pouso Alegre Gladiadores | 0                   | Minas Locomotiva         | 37                  | Pouso Alegre        |                     |                     |                     |
| 15 de abril de 2015      |                     |                          |                     |                     |                     |                     |                     |
| Ipatinga Tigres          | 25                  | Uberlândia Lobos         | 28                  | Ipatinga            |                     |                     |                     |
| 28 de abril de 2018      |                     |                          |                     |                     |                     |                     |                     |
| Ipatinga Tigres          | 55                  | Pouso Alegre Gladiadores | 0                   | Ipatinga            |                     |                     |                     |
| Uberlândia Lobos         | 6                   | Minas Locomotiva         | 12                  | Uberlândia          |                     |                     |                     |
| 12 de maio de 2012       |                     |                          |                     |                     |                     |                     |                     |
| Ipatinga Tigres          | 0                   | Minas Locomotiva         | 34                  | Ipatinga            |                     |                     |                     |
| 13 de maio de 2012       |                     |                          |                     |                     |                     |                     |                     |
| Pouso Alegre Gladiadores | 12                  | Uberlândia Lobos         | 34                  | Pouso Alegre        |                     |                     |                     |
| 26 de maio de 2012       |                     |                          |                     |                     |                     |                     |                     |
| Minas Locomotiva         | 54                  | Pouso Alegre Gladiadores | 0                   | Belo Horizonte      |                     |                     |                     |
| 27 de maio de 2012       |                     |                          |                     |                     |                     |                     |                     |
| Uberlândia Lobos         | 43                  | Ipatinga Tigres          | 6                   | Uberlândia          |                     |                     |                     |
| 10 de junho de 2012      |                     |                          |                     |                     |                     |                     |                     |
| Pouso Alegre Gladiadores |                     | Ipatinga Tigres          |                     | Pouso Alegre        |                     |                     |                     |
| Minas Locomotiva         | 42                  | Uberlândia Lobos         | 6                   | Uberlândia          |                     |                     |                     |